# 다이라촌 (사이타마현)
다이라촌(平村)은 사이타마현의 중서부, 히키군에 속했던 촌이다.

## 역사
- 1889년 4월 1일 - 정촌제 시행에 의해 히키군 다이라촌이 성립하였다.
- 1955년 2월 11일 - 히키군 묘카쿠촌, 지치부군 오쿠누기촌과 합병해, 히키군 도키가와촌이 되었다.